# 러시 워즈
러시 워즈(Rush Wars)는 2019년 슈퍼셀이 제작한 게임이다. 현재는 베타 서비스를 종료하고 서버를 닫은 상태이다. 2019년 9월 출시되었으나 2개월 후 서버가 종료되었다.
여담으로 이 게임에서 과금으로 보석을 구입한 유저에게는 원하는 타 슈퍼셀 게임에 구입한 양만큼의 보석을 돌려주었다.

## 같이 보기
- 헤이데이
- 브롤스타즈
- 붐비치
- 클래시 오브 클랜
- 클래시 로얄
- 슈퍼셀